# SurfCAM
SurfCAM ist eine  CAD/CAM-Lösung des US-amerikanischen Herstellers Surfware, Inc. mit Sitz in Camarillo. SurfCam wird in den Bereichen Produktentwicklung, der Fertigung und dem Datenaustausch eingesetzt und dient als PC-basierte CAM-Software zur Steuerung von CNC-Maschinen.

## Die Software
Durch seine direkte Schnittstelle ist SurfCAM kompatibel zu jedem auf dem Markt verfügbaren CAD-System. Die Software wird in den Bereichen Drehen, Fräsen, Erodieren und der kombinierten Dreh-/Fräsbearbeitung eingesetzt. Die eigens für jede Maschine gefertigten Postprozessoren werden im Unternehmen gefertigt und weit über den Grenzen Europas hinaus eingesetzt. Folgende SurfCAM-Produkte gibt es.
- SurfCAM -2 Achsen
- SurfCAM -3 Achsen
- SurfCAM -4 Achsen
- SurfCAM -5 Achsen

sowie die TrueMill Lösung im Bereich 2- und 3-Achsen.